# Henry Arthur Blake
Sir Henry Arthur Blake, chinois traditionnel : 卜力 ; cantonais Jyutping : Buk1 Lik6, (né le 8 janvier 1840 - mort le 23 février 1918), est un administrateur colonial britannique.
Il a été le 12e Gouverneur de Hong Kong, le 55e gouverneur de Terre-Neuve, le 65e gouverneur de Jamaïque, le 46e gouverneur des Bahamas et le 19e gouverneur du Ceylan britannique. 

## Distinctions
- Ordre de Saint-Michel et Saint-Georges Chevalier Grand-croix
- Membre de la Royal Geographical Society